# いつの日も愛は哀しく
「いつの日も愛は哀しく」（いつのひもあいはかなしく）は、1975年8月21日に発売された葵テルヨシの6枚目のシングル。

## 収録曲
- 両楽曲共に、作曲：遠藤実／編曲：斉藤恒夫

1. いつの日も愛は哀しく（4分19秒）
作詞：山田孝雄
2. 過去ある僕（3分35秒）
作詞：神坂薫